# دهرگاتی
دهرگاتی (به لاتین: Dehergati) یک روستا در بنگلادش است که در استان باریسال و در ناحیه باریسال واقع شده است.